# Typhon Nina (1975)
Le Typhon Nina est un cyclone tropical qui a causé d'énormes dégâts à Taïwan et à la Chine en août 1975. Le typhon a tué au moins 229 000 personnes dont la principale cause fut l'effondrement du barrage de Banqiao en Chine centrale par les pluies extrêmes. On dit que c'est le troisième cyclone tropical le plus meurtrier de l'histoire.

## Évolution météorologique
Un creux barométrique bien définie s'étendant vers le sud-est dans la mer des Philippines a engendré une perturbation le 29 juillet. La perturbation est devenue la dépression tropicale 04W et s'est déplacée vers le sud-ouest pendant 36 heures alors que la structure du système commençait à s'organiser. Le 31 juillet, la dépression a ralenti et a commencé à s'intensifier rapidement, devenant une tempête tropicale Nina. Elle a commencé à tourner vers le nord-ouest par la suite mais crête subtropicale l'a empêché de tourner plus au nord, se diriger vers l'ouest-nord-ouest juste avant d'atteindre l'intensité du typhon.
Nina a subi ensuite un développement explosif tard le 1er août. Un avion de reconnaissance a signalé une chute de pression de 65 hPa et ses vents passant 120 km/h à 240 km/h le lendemain. Au cours de cette période, il a atteint son intensité maximale avec des vents de 250 km/h sur une minute. Le typhon a cependant commencé à s'affaiblir à l'approche de Taïwan, touchant terre près de la ville côtière de Hualien en tant que typhon équivalent à la catégorie 3 dans l'échelle de Saffir Simpson.
La tempête a commencé à faiblir en traversant la chaîne de montagnes centrale de l'île, le mur de l'œil épargnant les zones les plus peuplées. Il est entré dans le détroit de Taïwan sous la forme d'un faible typhon, touchant la côte chinoise près de Jinjiang, Fujian, comme tempête tropicale. Après s'être déplacé ensuite vers le nord-ouest et a traversé le Jiangxi puis a tourné au nord durant la nuit du 5 août près de Changde, dans le Hunan. Vingt-quatre heures plus tard, la tempête s'est déplacée sur Xinyang, dans le Henan, et a ensuite été bloquée par un front froid près de Zhumadian pendant trois jours. Les orages répétitifs sur la région ont donné des quantités extrêmes de précipitations. La tempête s'est déplacée vers le sud-ouest le 8 août et s'est dissipée peu de temps après.

## Impact

### Taïwan
En touchant Taïwan, la tempête avait des vents de 185 km/h près du mur de l'œil. Des rafales ont également été mesurées jusqu'à 222 km/h. Les fortes précipitations généralisées ont culminé à environ 700 mm.
Les pluies ont déclenché des inondations mortelles et des glissements de terrain, tuant 29 personnes et en blessant 168 autres. Les rapports de l'île indiquent que 3 000 maisons ont été endommagées ou détruites par le typhon. Dans la seule ville de Hualien, quatre personnes ont été tuées, 561 maisons ont été détruites et 1 831 autres maisons ont été endommagées. À travers l'île, les vols intérieurs, les trains et les services de bus ont tous été suspendus en raison de la tempête mais l'aéroport de Taipei Songshan est resté ouvert aux vols internationaux.

### Chine

Zone inondée de la rupture du barrage de Banqiao en 1975.

En raison de l'interaction avec les montagnes de Taïwan, Nina s'est affaiblie en une tempête tropicale avant de toucher la côte du Fujian en Chine avec des vents de 110 km/h. Plus à l'intérieur des terres, les restes de la tempête ont produit des précipitations torrentielles étendues, avec plus de 400 mm sur une superficie de 19 410 km2. Les précipitations les plus abondantes ont été enregistrées dans la région du barrage de Banqiao, où 1 631 mm de pluie sont tombés, dont 830 mm en seulement 6 heures.
Peu de dommages ont résulté près de l'endroit où le système est entré sur terre. Les pluies diluviennes à l'intérieur des terres ont cependant conduit à l'effondrement des barrages de Banqiao et de Shimantan, qui a connu des conditions de crue unique en 2000 ans, ainsi que de 62 autres barrages plus petits lors de la catastrophe. Ceci a produit de grands lacs temporaires, causant pour 1,2 milliard $US de 1975 (
6 milliards $US maintenant) de dommages et faisant plus de 229 000 morts,.